# Søren Eppler
 Der er for få eller ingen kildehenvisninger i denne artikel, hvilket er et problem. Du kan hjælpe ved at angive troværdige kilder til de påstande, som fremføres i artiklen.

Søren Eppler (født 27. december 1960) er en dansk sanger, guitarist, pianist, komponist og tekstforfatter. Søren Eppler skriver fortrinsvis musik til egne tekster, men har også komponeret musik til en række af Halfdan Rasmussens tekster.

## Biografi
Som tekstforfatter til ’Stenen slår smut’ vandt han i 90-erne Grænseforeningens konkurrence om en ny dansk sang og denne er med Henrik Birk Andersens melodi med i Højskolesangbogens 18. udgave fra 2006. Søren Eppler har desuden skrevet en række visions-sange til FN, DGI, Grundfos, Århus, Det danske VM-landshold m.fl.. Som virksomheds-coach har han udviklet et unikt ”LivsHologram”-koncept, hvor han i.f.m. medarbejder-workshops udvikler en sang til netop deres virksomhed/organisation. Sangen kan med dens musikalske energi motivere virksomheden/organisationen til at nå nye bæredygtige mål og skabe et større fællesskab i hverdagen.
I 2010 debuterede Søren Eppler som CD-kunstner med albummet "Blomster til et stjernebarn" i regi af DR-TV, der sendte videoer til flere af CD-ens sange.
I maj 2010 optrådte han i Europa Parlamentet under Covenant of Mayors Ceremony for mere end 1000 borgmestre med sin Klimasang 'Me and You ( In the Now and in the New )'. Den danske version af sangen ’Jeg og Du’ skrev han tekst og musik til for Region Sjælland i 2009.

## Diskografi
- 2010: Debutalbum: Blomster til et stjernebarn